# Santuario de Nuestra Señora de Cuapa
El Santuario de Nuestra Señora de Cuapa  —más conocido, simplemente, por Santuario de Cuapa— es un santuario de Nicaragua, ubicado en la entrada del municipio de Cuapa, Chontales. Es el lugar donde apareció la Virgen de Cuapa.

## Historia
Con las apariciones de la Virgen María, en 1980, Cuapa fue visitado año con año con miles de feligreses, desde entonces el Santuario que es el templo de veneración es uno de los atractivos principales del municipio.

## Declarado Santuario
El 13 de enero de 2013, cuapa fue declarado Santuario oficialmente. El 8 de mayo de 2013, por primera vez en el 33 aniversario de las Apariciones de la Virgen de Cuapa, celebró la misa el Nuncio apostólico Fortunatus Nwachukwu.